# Identité de Picone
Dans le domaine des équations différentielles ordinaires, l'identité de Picone, du nom de Mauro Picone, est un résultat classique sur les équations différentielles linéaires homogènes du second ordre. Depuis sa découverte en 1910, elle a été utilisée avec beaucoup de succès, notamment pour donner une preuve presque immédiate du théorème de comparaison de Sturm, un théorème dont la preuve originale de Sturm en 1836 est longue. Elle est également utile pour étudier les oscillations (en) de ces équations et elle a été généralisée à d'autres types d'équations différentielles et d'équations aux différences.

## Identité de Picone
Soient u et v des solutions des deux équations différentielles linéaires homogènes du second ordre suivantes, présentées sous forme auto-adjointe :
{\displaystyle (p_{1}(x)u')'+q_{1}(x)u=0}
et
{\displaystyle (p_{2}(x)v')'+q_{2}(x)v=0.}
Alors, sur l'ensemble des x tel que v(x) ≠ 0, l'identité suivante est satisfaite :
{\displaystyle \left({\frac {u}{v}}(p_{1}u'v-p_{2}uv')\right)'=\left(q_{2}-q_{1}\right)u^{2}+\left(p_{1}-p_{2}\right)u'^{2}+p_{2}\left(u'-v'{\frac {u}{v}}\right)^{2}.}

### Démonstration
On part de :
{\displaystyle {\begin{aligned}\left({\frac {u}{v}}(p_{1}u'v-p_{2}uv')\right)'&=\left(up_{1}u'-p_{2}v'u^{2}{\frac {1}{v}}\right)'\\&=u'p_{1}u'+u(p_{1}u')'-(p_{2}v')'u^{2}{\frac {1}{v}}-p_{2}v'2uu'{\frac {1}{v}}+p_{2}v'u^{2}{\frac {v'}{v^{2}}}\\&=p_{1}u'^{2}-2p_{2}{\frac {uu'v'}{v}}+p_{2}{\frac {u^{2}v'^{2}}{v^{2}}}+u(p_{1}u')'-(p_{2}v')'{\frac {u^{2}}{v}}\\&=p_{1}u'^{2}-p_{2}u'^{2}+p_{2}u'^{2}-2p_{2}u'{\frac {uv'}{v}}+p_{2}\left({\frac {uv'}{v}}\right)^{2}-u(q_{1}u)+(q_{2}v){\frac {u^{2}}{v}}\\&=\left(p_{1}-p_{2}\right)u'^{2}+p_{2}\left(u'-v'{\frac {u}{v}}\right)^{2}+\left(q_{2}-q_{1}\right)u^{2}.\end{aligned}}}